# Liste der Naturdenkmäler im Bezirk Wolfsberg
Die Liste der Naturdenkmäler im Bezirk Wolfsberg listet die als Naturdenkmal ausgewiesenen Objekte im Bezirk Wolfsberg im Bundesland Kärnten auf.

## Naturdenkmäler
| Foto |                 | Name                                                        | ID       | Standort                                                         | Beschreibung | Fläche  | Datum |
| ---- | --------------- | ----------------------------------------------------------- | -------- | ---------------------------------------------------------------- | --- | ------- | ----- |
| 1    | Datei hochladen | Sommer-Linde bei der Kirche St. Leonhard                    | Wo 11    | Bad St. Leonhard im Lavanttal KG: Bad St. Leonhard Standort      | Die zum Zeitpunkt der Unterschutzstellung etwa 400 Jahre alte Kirchenlinde südlich der Leonhardikirche hat einen Stammumfang von 8 Metern. | 200 m²  | 1955  |
| 1    | Datei hochladen | Esche in Erzberg                                            | Wo 10    | Bad St. Leonhard im Lavanttal KG: Erzberg Standort               | Die Esche in einem Privatgarten war zum Zeitpunkt der Unterschutzstellung etwa 280 Jahre alt und hat einen Stammumfang von über 6 Metern. Lt. Besitzer zerstörte Sturm Paula 2008 die Krone der Esche, Stammbasis 6–7 m hoch steht noch, Stamm innen hohl, Neuaustrieb ist zu beobachten (11. Jänner 2013).                                | 50 m²   | 1978  |
| 1    | Datei hochladen | Fichte im Lichtengraben                                     | Wo 08    | Bad St. Leonhard im Lavanttal KG: Theissing Standort             | Die mächtige Fichte neben der Straße zur Ruine Painburg war zum Zeitpunkt der Unterschutzstellung etwa 220 Jahre alt. | 78 m²   | 1955  |
| 1    | Datei hochladen | Rotbuche in Preblau, Paracelsus-Buche                       | Wo 15    | Bad St. Leonhard im Lavanttal KG: Twimberg Standort              | Die mächtige, zum Zeitpunkt der Unterschutzstellung etwa 270 Jahre alte Buche steht hinter dem ehemaligen Jagdschloss in Preblau. | 452 m²  | 1955  |
| 1    | Datei hochladen | 3 Ahorne beim Schloss Wiesenau                              | Wo 13    | Bad St. Leonhard im Lavanttal KG: Twimberg Standort              | Die zum Zeitpunkt der Unterschutzstellung etwa 120 Jahre alte Ahorngruppe (2 Spitz-Ahorne, 1 Berg-Ahorn) steht auf einer hohen Böschung einer Wiese westlich des Schlosses Wiesenau. | 452 m²  | 1955  |
| 1    | Datei hochladen | Sommer-Linde in Preblau                                     | Wo 14    | Bad St. Leonhard im Lavanttal KG: Twimberg Standort              | Die zum Zeitpunkt der Unterschutzstellung etwa 170 Jahre alte Sommerlinde steht westlich des ehemaligen Jagdhauses in Preblau. | 314 m²  | 1955  |
| 1    | Datei hochladen | Entenschnabel                                               | Wo 68 OE | Frantschach-Sankt Gertraud KG: Hinterwölch Standort              | Der markante Gneisglimmerschiefer-Felsblock im Flussbett der Lavant ist kein Felssturzblock, sondern anstehender Felsuntergrund. | 176 m²  | 2002  |
| 1    | Datei hochladen | Ahorn-Hain in Kamp                                          | Wo 28    | Frantschach-Sankt Gertraud KG: Kamp Standort                     | Das Naturdenkmal umfasst 5 Ahornbäume und 2 Eschen beim Anwesen Hatzel, die Bäume waren zum Zeitpunkt der Unterschutzstellung etwa 170 bis 220 Jahre alt. 2 der Bäume stehen neben der Straße, die 5 weiteren in der umzäunten Viehweide.                                                                                                  | 835 m²  | 1955  |
| 1    | Datei hochladen | Sommer-Linde in Kamp, Kirchenlinde                          | Wo 31    | Frantschach-Sankt Gertraud KG: Kamp GrStNr: 8 Standort           | Die Kirchenlinde südlich der Kirche St. Nikolaus in Kamp war zum Zeitpunkt der Unterschutzstellung etwa 170 Jahre alt. | 78 m²   | 1955  |
| 1    | Datei hochladen | Poms-Wasserfall                                             | Wo 22    | Frantschach-Sankt Gertraud KG: Trum- und Pressinggraben Standort | Der Rassingbach auf der Koralm stürzt in einer Seehöhe von 1670 m in mehreren Absätzen über eine 15 m hohe Felswand. | 1,07 ha | 1981  |
| 1    | Datei hochladen | Winter-Linde in Rabenstein, Gerichtslinde                   | Wo 66    | Lavamünd KG: Rabenstein Standort                                 | Die imposante Linde („Gerichtslinde“) im Hof des verfallenen Landsmannhofes war zum Zeitpunkt der Unterschutzstellung über 370 Jahre alt. 2013: Astausbrüche in der Krone | 254 m²  | 1968  |
| 1    | Datei hochladen | Winter-Linde in Wunderstätten                               | Wo 64    | Lavamünd KG: Wunderstatten Standort                              | Die Winterlinde im Garten des Gehöftes Tiefenbacher war zum Zeitpunkt der Unterschutzstellung etwa 120 Jahre alt. | 113 m²  | 1955  |
| 1    | Datei hochladen | Berg-Ahorn und Esche in Oberpreitenegg                      | Wo 25    | Preitenegg KG: Oberpreitenegg Standort                           | Ahorn und die Esche am Besitz Masser in Oberpreitenegg waren zum Zeitpunkt der Unterschutzstellung etwa 120 Jahre alt. Die Esche steht in der Böschung der Stadelbrücke. Der Stamm teilt sich in 1,5 m Höhe in 3 Nebenstämme. Ein Nebenstamm wächst diagonal über die Stadelbrücke und weist bereits Anfahrschäden auf.                    | 313 m²  | 1955  |
| 1    | Datei hochladen | Berg-Ahorn in Unterpreitenegg                               | Wo 24    | Preitenegg KG: Unterpreitenegg Standort                          | Der zum Zeitpunkt der Unterschutzstellung etwa 200 Jahre alte Bergahorn befindet sich am Ortsende von Preitenegg am Besitz vlg. „Haberl“. | 153 m²  | 1955  |
| 1    | Datei hochladen | Weiß-Kiefer beim Zöhrer in Langegg, „Engelbaum“             | Wo 21    | Reichenfels KG: Sommerau GrStNr: 1695 Standort                   | Die zum Zeitpunkt der Unterschutzstellung etwa 220 Jahre alte Solitärkiefer steht östlich des Gehöftes „Zöhrer“. Am Baum befindet sich ein Marterl mit dem sogenannten „Zöhrerengel“ (hl. Florian). Durch einen Blitzeinschlag bedingt fehlt auf der Nordseite des Stammes die Rinde von der Stammbasis weg bis in eine Höhe von 2 Metern. | 78 m²   | 1955  |
| 1    | Datei hochladen | 2 Winter-Linden in St. Peter bei Reichenfels                | Wo 06    | Reichenfels KG: St. Peter GrStNr: 1945/5 Standort                | Die beiden Kirchenlinden neben dem Haupteingang zum Friedhof der Kirche St. Peter waren zum Zeitpunkt der Unterschutzstellung 220 bis 270 Jahre alt. | 313 m²  | 1955  |
| 1    | Datei hochladen | 2 Winter-Linden am Krakaberg                                | Wo 53    | Sankt Georgen im Lavanttal KG: Krakaberg Standort                | Drei weithin sichtbare Linden stehen auf einer umzäunten Weide in Greilach. Geschützt sind der mittlere und der südliche Baum, die zum Zeitpunkt der Unterschutzstellung 170 bis 220 Jahre alt waren. | 508 m²  | 1955  |
| 1    | Datei hochladen | Flaum-Eiche bei der Ruine Rabenstein                        | Wo 59    | Sankt Paul im Lavanttal KG: Johannesberg GrStNr: 140 Standort    | Die Flaum-Eiche am Südeck der Ruine in unwegsamem Gelände war zum Zeitpunkt der Unterschutzstellung über 170 Jahre alt. | 28 m²   | 1955  |
| 1    | Datei hochladen | Sommer-Linde beim Rabensteiner                              | Wo 69 OE | Sankt Paul im Lavanttal KG: Johannesberg Standort                | Die Linde wurde auf eine Höhe von etwa 4 m gekappt, treibt aber wieder aus. | 200 m²  | 2008  |
| 1    | Datei hochladen | Sommer-Linde bei der Ruine Rabenstein, „Rabensteiner-Linde“ | Wo 58    | Sankt Paul im Lavanttal KG: Johannesberg Standort                | Die zum Zeitpunkt der Unterschutzstellung etwa 520 Jahre alte Linde mit einem Stammumfang von 8,40 Metern steht auf einem kleinen Aussichtsplateau nördlich der Ruine. Der Stamm ist gespalten und innen hohl, die beiden Nebenstämme sind ebenfalls hohl.                                                                                 | 200 m²  | 1955  |
| 1    | Datei hochladen | Winter-Linde beim Meier am Hof                              | Wo 57    | Sankt Paul im Lavanttal KG: Löschental Standort                  | Die zum Zeitpunkt der Unterschutzstellung etwa 140 Jahre alte Linde steht beim Gasthaus Wriesnik. Die Krone reicht z. T. über die Straße, in der Krone ist starker Mistelbefall zu sehen. | 254 m²  | 1955  |
| 1    | Datei hochladen | 2 Sommer-Linden in Gräbern, Kirchenlinden in Gräbern        | Wo 18    | Wolfsberg KG: Gräbern-Prebl Standort                             | Die beiden zum Zeitpunkt der Unterschutzstellung etwa 420 Jahre alten Sommerlinden haben einen Stammumfang von 7 bzw. 8 Metern. | 278 m²  | 1955  |
| 1    | Datei hochladen | Sommer-Linde beim Schloss Moosheim in Prebl                 | Wo 17    | Wolfsberg KG: Gräbern-Prebl Standort                             | Die zum Zeitpunkt der Unterschutzstellung etwa 370 bis 420 Jahre alte Sommerlinde mit einem Stammumfang von gut 8 Metern steht nördlich des Gehöftes Meier vlg. Schlossbauer. | 254 m²  | 1955  |
| 1    | Datei hochladen | Rotbuche in Wolfsberg                                       | Wo 01    | Wolfsberg KG: Gries Standort                                     | Stattliche Buche in einem Privatgarten im Stadtteil Gries. | 254 m²  | 1986  |
| 1    | Datei hochladen | Stieleiche in St. Thomas, Doppeleiche                       | Wo 47    | Wolfsberg KG: Kleinedling Standort                               | Die zum Zeitpunkt der Unterschutzstellung etwa 200 Jahre alte Eiche steht in einem Privatgarten in der St. Thomaser Straße. | 153 m²  | 1955  |
| 1    | Datei hochladen | Sommer-Linde in Weissenbach                                 | Wo 34    | Wolfsberg KG: Oberleidenberg Standort                            | Die zum Zeitpunkt der Unterschutzstellung etwa 370 bis 420 Jahre alte Hoflinde am Gehöft Gosch neben dem Wirtschaftsgebäude hat einen Stammumfang von mehr als 7 Metern. | 254 m²  | 1955  |
| 1    | Datei hochladen | Eibe in Oberleidenberg                                      | Wo 35    | Wolfsberg KG: Oberleidenberg Standort                            | Die strauchartige Eibe mit 4 Haupt- und vielen Nebenstämmen war zum Zeitpunkt der Unterschutzstellung über 300 Jahre alt. | 113 m²  | 1955  |
| 1    | Datei hochladen | 2 Sommer-Linden in Hinterpreims                             | Wo 38    | Wolfsberg KG: Preims Standort                                    | Die zwei Linden bei der Kapelle (Schicklerkreuz) waren zum Zeitpunkt der Unterschutzstellung über 120 Jahre alt. | 407 m²  | 1955  |
| 1    | Datei hochladen | 3 Stieleichen in Neudau                                     | Wo 02    | Wolfsberg KG: Priel Standort                                     | Im Stadtteil Priel stehen auf der Südseite der Michaelerstraße zwei Eichen, die zum Zeitpunkt der Unterschutzstellung etwa 220 Jahre alt waren; eine dritte musste 1989 gefällt werden und wurde 1990 durch eine Neupflanzung ersetzt. | 344 m²  | 1933  |
| 1    | Datei hochladen | Stieleiche in Priel, Urbani-Eiche                           | Wo 45    | Wolfsberg KG: Priel Standort                                     | Die mächtige Eiche am Privatgelände der alten Ziegelei war zum Zeitpunkt der Unterschutzstellung etwa 200 Jahre alt.Anmerkung: Tafel: Zutritt für Privatpersonen verboten | 254 m²  | 1955  |
| 1    | Datei hochladen | Stieleiche bei der Hornof-Villa, Hornof-Eiche               | Wo 03    | Wolfsberg KG: Priel Standort                                     | Die stattliche Eiche im Privatgarten des Hauses „Tirol“ war um Zeitpunkt der Unterschutzstellung etwa 220 Jahre alt. | 113 m²  | 1933  |
| 1    | Datei hochladen | Stieleiche in Magersdorf                                    | Wo 67    | Wolfsberg KG: St. Stefan Standort                                | Die zum Zeitpunkt der Unterschutzstellung über 300 Jahre alte Eiche steht unmittelbar neben dem Wirtschaftsgebäude Mosern 12. Die Rinde zeigt Spuren eines Jahrzehnte zurückliegenden Blitzschlags. | 153 m²  | 1972  |

| Foto:                    | Fotografie des Naturdenkmals. Klicken des Fotos erzeugt eine vergrößerte Ansicht. Daneben finden sich zwei Symbole: \| Weitere Bilder vorhanden \| Das Symbol bedeutet, dass weitere Fotos des Objekts verfügbar sind. Durch Klicken des Symbols werden sie angezeigt. \| \| Eigenes Foto hochladen \| Durch Klicken des Symbols können weitere Fotos des Objekts in das Medienarchiv Wikimedia Commons hochgeladen werden. \| |
| Name:                    | Bezeichnung des Naturdenkmals laut offiziellen Quellen |
| ID                       | Identifikator |
| Standort:                | Es ist die Gemeinde und falls vorhanden die Adresse angegeben. Darunter sind die Katastralgemeinde (KG) und die Grundstücksnummer angeführt. Durch Aufruf des Links Standort wird die Lage des Denkmals in verschiedenen Kartenprojekten angezeigt. |
| Beschreibung             | Kurze Beschreibung des Naturdenkmals |
| Fläche                   | Fläche des Naturdenkmals in Hektar (ha) |
| Datum                    | Datum oder Jahr der Unterschutzstellung |
| Weitere Bilder vorhanden | Das Symbol bedeutet, dass weitere Fotos des Objekts verfügbar sind. Durch Klicken des Symbols werden sie angezeigt. |
| Eigenes Foto hochladen   | Durch Klicken des Symbols können weitere Fotos des Objekts in das Medienarchiv Wikimedia Commons hochgeladen werden. |

## Ehemalige Naturdenkmäler
| Foto |                 | Name                     | ID    | Standort                                                | Beschreibung | Fläche | Datum |
| ---- | --------------- | ------------------------ | ----- | ------------------------------------------------------- | --- | ------ | ----- |
| 0    | Datei hochladen | Sommerlinde              | Wo 12 | Bad Sankt Leonhard                                      | Die Sommerlinde an der nördlichen Ortsausfahrt war zum Zeitpunkt der Unterschutzstellung etwa 200 Jahre alt. |        | 1955  |
| 1    | Datei hochladen | 2 Berg-Ahorne in Kamp    | Wo 32 | Frantschach-Sankt Gertraud KG: Kamp GrStNr: 17 Standort | Die zwei Ahorne nördlich der Kirche in Kamp, nahe dem Kampwirt, waren zum Zeitpunkt der Unterschutzstellung etwa 140 bis 170 Jahre alt. Ein Ahorn wurde gefällt, der zweite ist krank. Die Naturdenkmaltafeln wurden entfernt.                                                                                                   | 153 m² | 1955  |
| 1    | Datei hochladen | Rotbuche am Kamper-Kogel | Wo 29 | Frantschach-Sankt Gertraud KG: Kamp Standort            | Die einzelne Buche auf einer Weide östlich der Ortschaft Kamp war zum Zeitpunkt der Unterschutzstellung etwa 220 Jahre alt. Der Baum wurde in den Nachkriegsjahren von den Engländern als Zielscheibe für leichte Flak verwendet. Die Hälfte der Krone des einstmals mächtigen Baumes ist abgebrochen, der Stamm ist innen hohl. | 200 m² | 1955  |
| 1    | Datei hochladen | Sommer-Linde in Zellbach | Wo 56 | Sankt Andrä KG: Winkling Standort                       | Die Sommerlinde auf einer Böschung vor dem Wohnhaus war zum Zeitpunkt der Unterschutzstellung etwa 200 Jahre alt. | 200 m² | 1955  |

| Foto:                    | Fotografie des Naturdenkmals. Klicken des Fotos erzeugt eine vergrößerte Ansicht. Daneben finden sich zwei Symbole: \| Weitere Bilder vorhanden \| Das Symbol bedeutet, dass weitere Fotos des Objekts verfügbar sind. Durch Klicken des Symbols werden sie angezeigt. \| \| Eigenes Foto hochladen \| Durch Klicken des Symbols können weitere Fotos des Objekts in das Medienarchiv Wikimedia Commons hochgeladen werden. \| |
| Name:                    | Bezeichnung des Naturdenkmals laut offiziellen Quellen |
| ID                       | Identifikator |
| Standort:                | Es ist die Gemeinde und falls vorhanden die Adresse angegeben. Darunter sind die Katastralgemeinde (KG) und die Grundstücksnummer angeführt. Durch Aufruf des Links Standort wird die Lage des Denkmals in verschiedenen Kartenprojekten angezeigt. |
| Beschreibung             | Kurze Beschreibung des Naturdenkmals |
| Fläche                   | Fläche des Naturdenkmals in Hektar (ha) |
| Datum                    | Datum oder Jahr der Unterschutzstellung |
| Weitere Bilder vorhanden | Das Symbol bedeutet, dass weitere Fotos des Objekts verfügbar sind. Durch Klicken des Symbols werden sie angezeigt. |
| Eigenes Foto hochladen   | Durch Klicken des Symbols können weitere Fotos des Objekts in das Medienarchiv Wikimedia Commons hochgeladen werden. |